# İrsen Küçük
İrsen Küçük (ur. 1940, zm. 10 marca 2019) – turecki polityk z Cypru Północnego, przewodniczący Partii Jedności Narodowej od 9 maja 2010 do 11 czerwca 2013. Premier Cypru Północnego od 17 maja 2010 do 13 czerwca 2013.

## Życiorys
İrsen Küçük urodził się w 1940 w Nikozji. W 1966 ukończył studia na Wydziale Rolniczym Uniwersytetu w Ankarze. W 1976 został po raz pierwszy wybrany w skład Zgromadzenia Republiki (parlamentu) z ramienia Partii Jedności Narodowej (UBP). W kolejnych wyborach uzyskiwał reelekcje. 9 maja 2010 w czasie zjazdu partii jako jedyny kandydat został wybrany przewodniczącym UBP. Zastąpił na tym stanowisko Dervişa Eroğlu, który dwa tygodnie wcześniej objął urząd prezydenta republiki. 10 maja 2010 prezydent Eroğlu desygnował go na stanowisko premiera. Irsen Küçük miał 14 dni na sformowanie gabinetu. 17 maja 2010 prezydent zaakceptował przedstawiony mu skład rządu. İrsen Küçük był żonaty, miał dwoje dzieci.